# نيلسون ديبا
نيلسون ديبا (بالإنجليزية: Nelson Dieppa) مواليد 25 فبراير 1971 في فيكويس، هو ملاكم يصنف ضمن فئة وزن خفيف الذبابة. حقق بطولة منظمة الملاكمة العالمية. شارك في دورة الألعاب الأولمبية الصيفية.

## إحصائيات
خاض خلال مسيرته 32 نزالا، فاز في 25 وتعادل في 2 وخسر في 5. فاز بالضربة القاضية في 14 نزالا.

## الميداليات
| الميدالية | المسابقة                    |
| --------- | --------------------------- |
| برونزية   | دورة الألعاب الأمريكية 1991 |

## روابط خارجية
- نيلسون ديبا على موقع بوكس ريك (الإنجليزية) (registration required)
- نيلسون ديبا على موقع أوليمبيديا (الإنجليزية)